# Goran Djuricin
Goran „Gogo“ Djuricin (* 16. Oktober 1974 in Wien) ist ein ehemaliger österreichischer Fußballspieler und derzeitiger -trainer.

## Karriere als Spieler
Djuricin begann im Alter von 10 Jahren seine Fußballerkarriere in der Nachwuchsabteilung der Polizeisportvereinigung Wien. Zwei Jahre später wechselte er zum SK Rapid Wien. Mit 16 Jahren ging er zurück zu seinem Stammverein Polizei SV, wo er Spieler der Kampfmannschaft wurde.
Nach einer halben Saison bei Polizei SV wechselte er zum FK Austria Wien. In den Saisonen 1992/93, 1993/94 und 1994/95 brachte er es auf insgesamt 10 Einsätze in der Bundesliga und konnte dabei ein Tor erzielen. 1995 wechselte Djuricin zum SK Vorwärts Steyr. Danach folgten noch Engagements bei den unterklassigen Vereinen FC Würnitz, SV St. Andrä-Wördern, FC Kapellerfeld und SV Donau Wien.

## Als Trainer
Nach Beendigung seiner Karriere als Fußballer wurde Goran Djuricin Trainer. Nach mehreren Trainer-Stationen stand er ab 2008 im Dienste des ÖFB und war ab Juli 2009 Co-Trainer der österreichischen U-19-Nationalmannschaft. Danach trainierte er den IC Favoriten, den SC Mannsdorf, SV Neuaigen und den ASK Ebreichsdorf, den er bis in die Regionalliga führte.
Im November 2016 wurde er Co-Trainer von Damir Canadi beim SK Rapid Wien. Nachdem Canadi im April 2017 beurlaubt worden war, wurde Djuricin zunächst bis zum Saisonende gemeinsam mit Martin Bernhard Cheftrainer. Zur Saison 2017/18 wurde er schließlich alleiniger Chefcoach. Ende April 2018 verlängerte Rapid Wien den auslaufenden Vertrag Djuricins bis zum Ende der Saison 2018/2019.
Im September 2018 wurde Djuricin beurlaubt. Zwar hatte er sich mit Rapid für das Achtelfinale im Cup sowie die Europa League qualifiziert, jedoch befand man sich zum Zeitpunkt der Beurlaubung mit neun Punkten aus neun Spielen in der Liga auf dem siebten Tabellenrang, durch den man nicht für die Meistergruppe qualifiziert wäre.
Im April 2019 wurde er Trainer des Zweitligisten FC Blau-Weiß Linz, bei dem er einen bis Juni 2021 laufenden Vertrag erhielt. Im Dezember 2019 wurde Djuricin beurlaubt. Blau-Weiß Linz befand sich zu jenem Zeitpunkt nach 16 Spieltagen einen Punkt vor den Abstiegsrängen.
Im Februar 2020 wurde er Trainer des Schweizer Zweitligisten Grasshopper Club Zürich. Am 15. Mai 2020 teilte der Verein in einer Medienmitteilung mit, dass das Engagement mit Djuricin nicht weitergeführt wird. In der Winterpause 2021/22 wurde er Co-Trainer von Andreas Heraf in Deutschland beim Drittligisten Türkgücü München. Der Verein musste Ende Jänner 2022 Insolvenz anmelden und den Spielbetrieb rund zwei Monate später nach dem 31. Spieltag einstellen. Zur Saison 2022/23 wurde er dann, wieder in Österreich, Trainer des Regionalligisten SV Stripfing. Mit Stripfing stieg er als Meister der Regionalliga Ost in die 2. Liga auf, anschließend verließ er den Verein aber.

## Privates
Djuricin ist der Vater von Marco (* 1992), der ebenfalls Fußballspieler ist.